# Poesía en performance
La lectura de poesía en performance o lectura de performance es una lectura pública de textos poéticos o literarios efectuados, más a menudo por su autor en un espíritu que se compara con aquel de la prestación y que puede convocar a todas las artes y técnicos del teatro y de la escena donde la poesía y la literatura son siempre de primer plan.
Christian Prigent, Serge Pey y Charles Pennequin están entre los primeros representantes. Édith Azam es hoy la consejera de lectura en performance al festival Voz de Mediterráneo de Lodève.

## Historia
La lectura de performance encuentra su origen en el movimiento general de peformance y del happening del siglo XX. Encuentra también su origen en EE. UU. en el Spoken word de la Beat Generación, denominada también Reading poetry, con su variante actual de la Poetry reading. Un embrión ha visto igualmente la luz en Francia bajo el nombre de poesía en acción por los poetas sonoros, término utilizado por Bernard Heidsieck, Serge Pey y Julien Blaine, utilizado también en el mundo anglosajón (Acción poetry).
En febrero de 2010 Jacques Roubaud escribe un artículo en parte orientado contra la poesía en performance que califica de poesía « vroum-vroum » Christian Prigent, entre otros, hará una respuesta.

## Lectura en performance o lectura prestación
Puede tomar múltiples formas, estar amplificada, deambulando, o simplemente dicha y proyectada sobre un fondo sonoro. Toda lectura performance es una creación, distinguiendo y separando del texto original.
- Christian Prigent que utiliza la voz deformación electrónica para la performance de las lecturas en prestaciones[4]
- Valère Novarina que, cuando lee, hace performance de su texto con hojas en el plano ante sus ojos[5]
- Charles Pennequin y su trabajo de lectura o de improvisación textual acompañada de música con Jean-François Pauvros o utilizando un megáfono
- Serge Pey, que lee en un tipo de trance sus poemas escritos sobre bastones y campanitas en los pies[6]
- Yvon El Men
- Mi Desheng y sus lecturas cantadas en francés y en chino
- Édith Azam y su lectura frenética y repetitiva[7]
- Antoine Boute
- Ivar Ch'Vavar, con la videasta Mathilde Leroy y el bruitiste Emmanuel Mailly[8]
- Alain Marc, leyendo de las poesías visuales de Pierre Garnier,[9] o durante su encuentro con el jongleur Vincent de Lavenère[10]
- Patrick Dubost, que leyó, en el festival Voces Vivas de Mediterráneo en Mediterráneo de Sète,[11] en desplazado por encima su voz preregistrada[12]
- Julien Blaine, que utiliza mucho el grito[13]
- Vincent Tholomé y la vocaliste Maja Jantar[14]
- el colectivo Poesía is not dead vía la utilización de la Rimbaudmobile

## Lista de poetas en performance
Ver la categoría Poeta en performance francés así como la categoría Poeta de performance.

### Tesis
- Ellen Zweig, Prestación Poetry : Critical Approaches to Contemporary Intermedia, Michigan University, 1980.

### Artículos y dossiers
- Gil Jouanard, « Prestación o jogging ? », dossier Poesía - Prestación (con una presentación de Piedra Lartigue y varias entrevistas sobre la poesía subida y leída sobre escena al teatro), revista Acción poético, no 88, verano de 1982.
- Christian Prigent, « La voz-de-el escrito », La Escritura esto crispe el mou..., colección « El Libro en voz » (con un CD de una lectura de la autora), ediciones Alfil, septiembre de 1997.
- Alain Marc, crónico « (No la lectura pero la apuesta en voz en espacio sobre escena o) la prestación, contra el naufragio de la poesía », vuelta a ver Contra Vox, no 6, HB Ediciones, Agudas-vivas, febrero de 1999; retomado bajo forma de tracts con ocasión de la Primavera de los poetas, Beauvais, marzo de 2000.[15]
- Revista Acción_Doc(k)s (« Acción Prestación » - con un DVD), 2003-2004.
- Revista Asian_Doc(k)s / La Caravane de la palabra (« Poetas y performers en las noticias Asies : China, Vietnam, Tailandia, Indonesia, Japón, Singapur Quebec 2008 » - con un DVD), 2008-2009.